# Zamia verschaffeltii
Zamia verschaffeltii — вид саговникоподібних з родини замієвих (Zamiaceae). Місцем проживання цього виду є Колумбія (Толіма).